# Щавинський Артур Едуардович
Арту́р Едуа́рдович Щави́нський — лейтенант Національної Гвардії України.
Станом на березень 2017 року — старший офіцер; командир 2-ї бойової групи.

## Нагороди та вшанування
- Указом Президента України № 741/2019 від 10 жовтня 2019 року за «особисту мужність і самовіддані дії, виявлені у захисті державного суверенітету та територіальної цілісності України» нагороджений орденом «За мужність» III ступеня[2].